# Paradelia nototrigona
Paradelia nototrigona är en tvåvingeart som beskrevs av Ge och Fan 1981. Paradelia nototrigona ingår i släktet Paradelia och familjen blomsterflugor. Inga underarter finns listade i Catalogue of Life.